# Vic Hayes

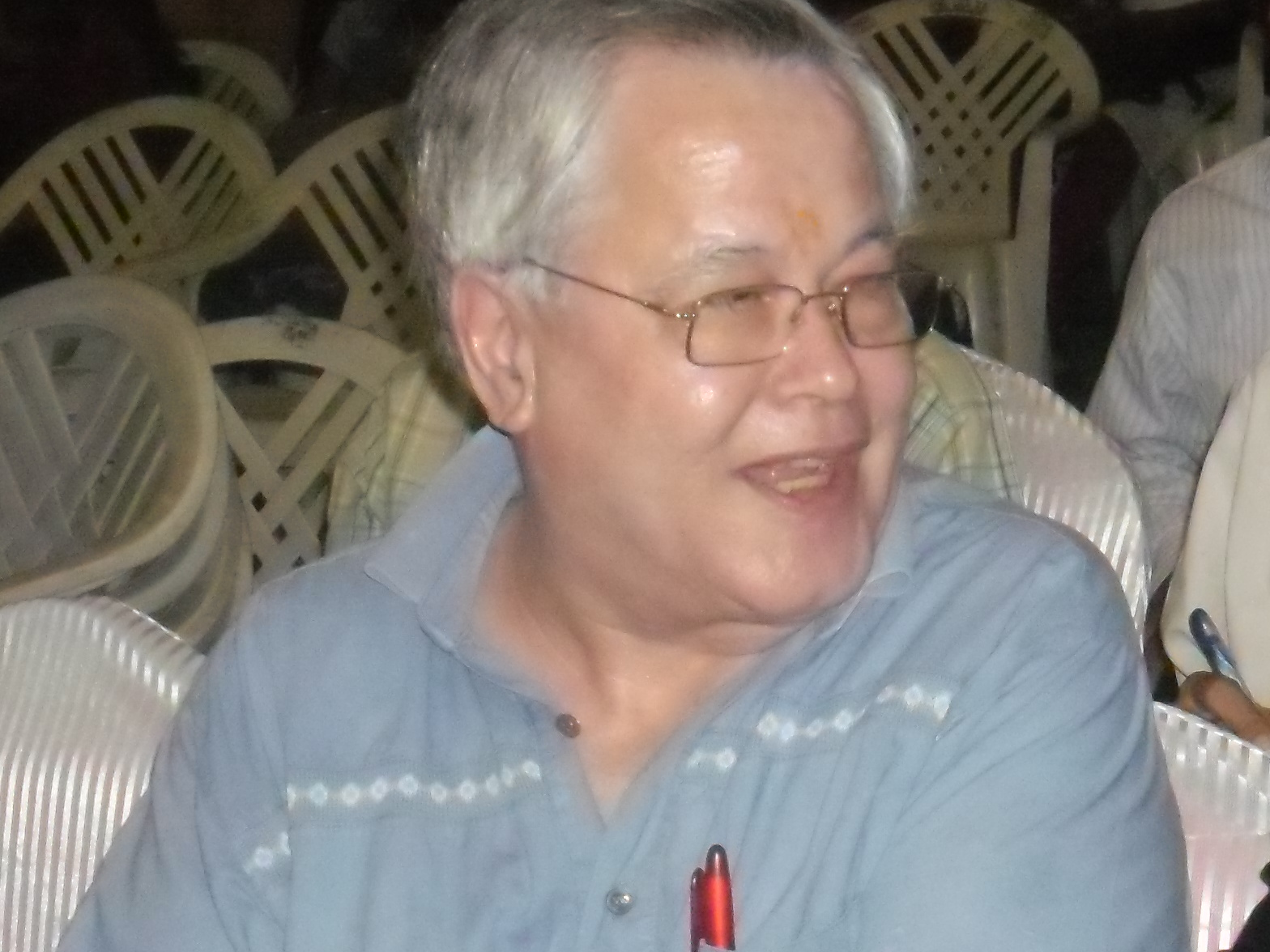
Vic Hayes

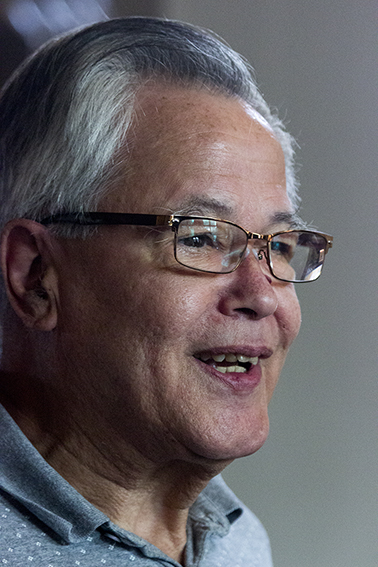
Vic Hayes op zijn 75e verjaardag

Victor (Vic) Hayes (Soerabaja, 31 juli 1941) is een Nederlands ingenieur en Senior Research Fellow aan de Technische Universiteit Delft. Zijn rol in het opzetten en voorzitten van de IEEE 802.11 Standards Working Group for Wireless Local Area Networks heeft hem de reputatie opgeleverd van "De vader van WiFi".

## Biografie
De in Nederlands-Indië geboren Hayes, zoon van Christiaan August Hayes en Frieda van Naerssen, repatrieerde in 1950 met zijn familie naar Nederland. Van 1957 tot 1961 studeerde hij elektrotechniek aan de HTS Amsterdam. Na zijn militaire dienst als radio- en radarofficier bij de Koninklijke Luchtmacht was hij van 1963 tot 1974 in dienst van Friden Holland (later overgenomen door Singer Business Machines). Vervolgens kwam hij terecht bij National Cash Register (NCR) in Nieuwegein, het latere Lucent Technologies. NCR was een Amerikaanse fabrikant van onder meer elektronische kassa's. Samen met Cees Links ontwikkelde Hayes eind jaren tachtig de draadloze WaveLAN-technologie. Sinds 2005 is hij Senior Research Fellow aan de TU Delft.
Sinds de jaren 1980 verkochten diverse fabrikanten, waaronder NCR, draadloze netwerkapparatuur die onderling niet met elkaar konden communiceren. In opdracht van het Institute of Electrical and Electronics Engineers (IEEE) werd in 1991 een werkgroep opgericht om een standaard voor draadloze netwerken te ontwikkelen. Hayes werd tot voorzitter benoemd. Hij wist fabrikanten tot samenwerking te bewegen en in 1996 kwamen ze met de eerste WLAN-standaard: de IEEE 802.11. In 1997 werd de techniek geïmplementeerd.

## Erkenning
Hij heeft de volgende titels ontvangen:
- 1998: IEEE Standards Medallion “for the internationalization of the IEEE 802.11 standard”.
- 2000: IEEE Leadership Award “for 10 years of leadership and extraordinary dedication as chairman of the IEEE 802.11 Wireless LAN Working Group”.
- 2001: IEEE Computer Society Hans Karlsson Award 2001.[4]
- 2002: Wi-Fi Alliance Leadership Award “in recognition of the outstanding leadership of the Regulatory Committee of the Wi-Fi Alliance”.
- 2003: Wi-Fi Alliance Leadership Award “for outstanding leadership as Regulatory Chair and continued support of the Wi-Fi Alliance”.
- 2004: Innovation Award of "The Economist"[5]
- 2004: Vosko Trophy[6] “in recognition of his and his team’s work that lead to the success of Wi-FI (IEEE 802.11)”.
- 2004: The Economist, Innovation Award 2004 “for his work on wireless LANs”.
- 2007: IEEE Charles Prometeus Steinmetz Award 2007.[7]
- 2012: George R. Stibitz Computer & Communications Pioneer Award[8]
- 2013: IT Hall of Fame inductee.
- 2013: Lovie Lifetime Achievement Award.[9]
- 2015: Opgenomen in de Consumer Electronics Hall of Fame.[10]
- 2021: Eredoctoraat van de Simon Fraser University [11]

## Publicaties
- License-exempt: Wi-Fi complement to 3G. W Lemstra, V Hayes - Telematics and Informatics, Volume 26, Issue 3, August 2009, Pages 227-239[12]
- Licence-exempt: the emergence of Wi-Fi. V Hayes, W Lemstra - info, Volume 11, Issue 5, 2009, Pages 57 – 71[13]

## Bijdragen boeken
- The IEEE 802.11 handbook: a designer's companion; Bob O'Hara, Al Petrick, 2004. Foreword by Vic Hayes. ISBN 0738144495
- The Innovation Journey of Wi-Fi: The Road Toward Global Success; Wolter Lemstra, Vic Hayes, John Groenewegen (eds), 2010. ISBN 0521199719